# 17 ianuarie
ianuarie • februarie • martie  • aprilie  • mai  • iunie  • iulie  • august  • septembrie  • octombrie  • noiembrie  • decembrie
17 ianuarie este a 17-a zi a calendarului gregorian. Mai sunt 348 de zile până la sfârșitul anului (349 de zile în anii bisecți).

## Evenimente

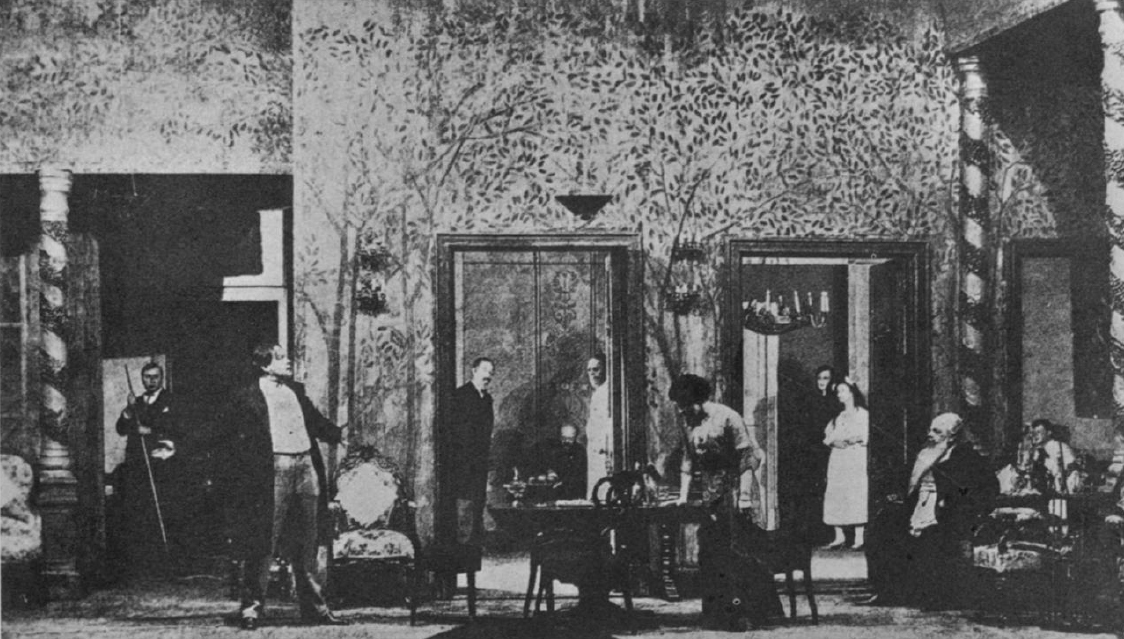
1904: Piesa de teatru Livada de vișini de Anton Pavlovici Cehov a fost interpretată în premieră la Moscova.

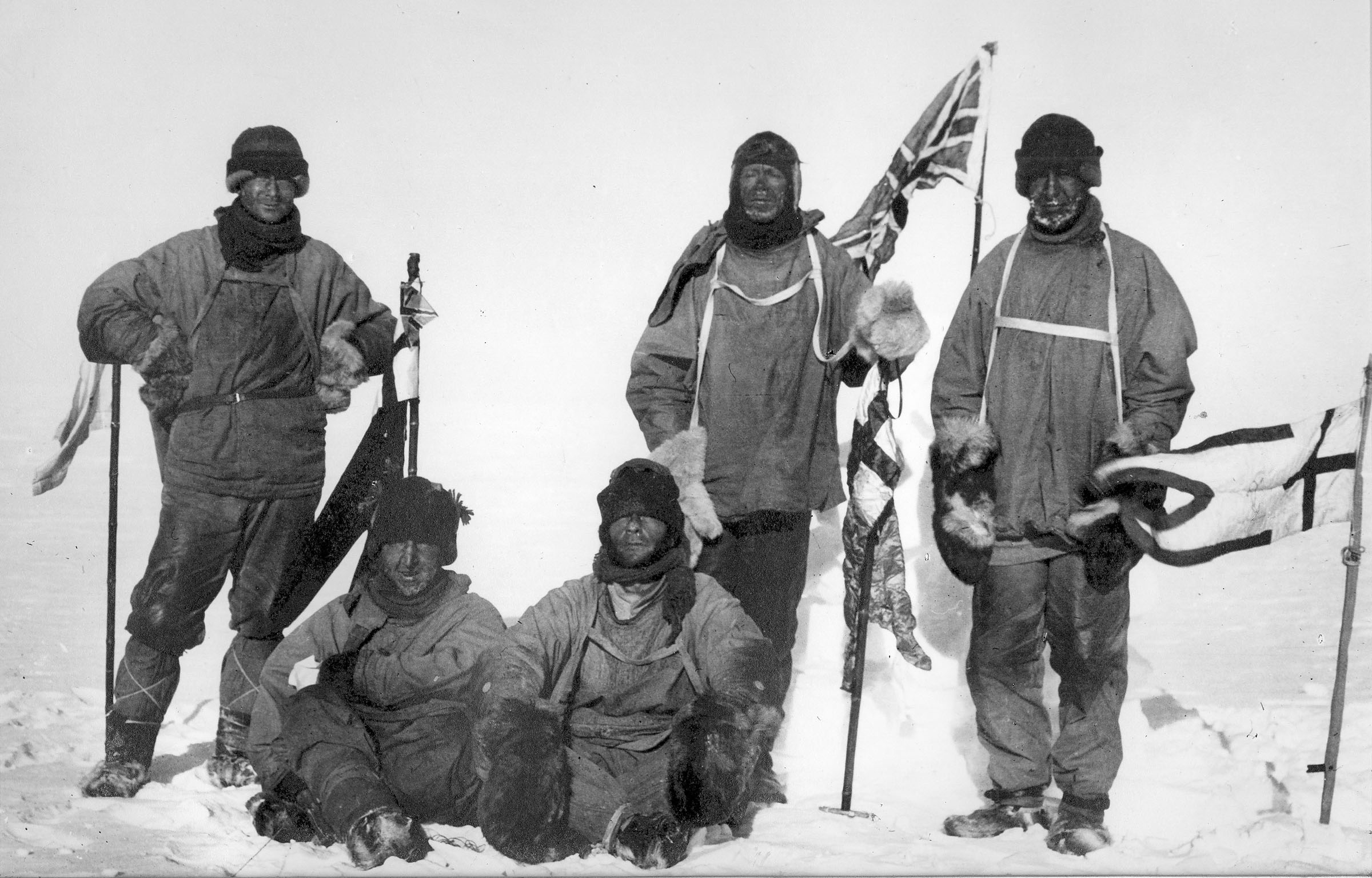
1912: Expediția lui Scott la Polul Sud, Expediția Terra Nova. De la stânga la dreapta: (în picioare) Oates, Scott, Wilson; (jos) Bowers, Edgar Evans

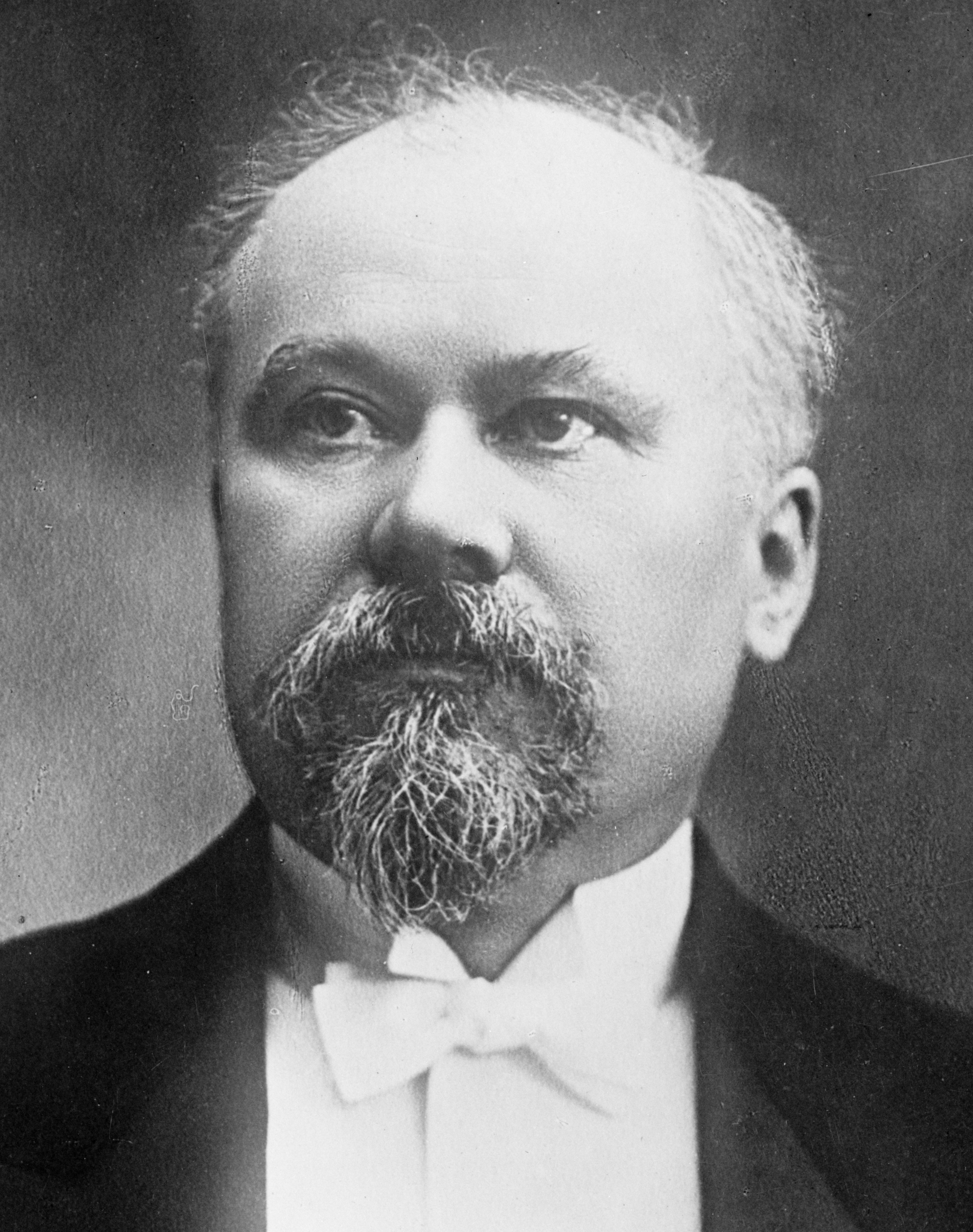
1913: Raymond Poincaré este ales președinte al Franței. Își va începe mandatul ca cel de-al 10-lea președinte al Franței la 18 februarie.

- 0395: În urma decesului împăratului Teodosiu I, Imperiul Roman este împărțit definitiv în Imperiul Roman de Răsărit sub Arcadius, și Imperiul Roman de Apus sub Honorius.
- 1258: Hanul mongol Hulagu ocupă Bagdadul, punând capăt califatului condus de dinastia Abbasizilor.
- 1377: Papa Grigore al XI-lea mută papalitatea înapoi la Roma de la Avignon.[1]
- 1562: Franța recunoaște Hughenoți prin Edictul de la Saint-Germain.[2]
- 1595: În timpul Războaielor religioase din Franța, regele Henric al IV-lea al Franței declară război Spaniei.
- 1749: Domnitorul Țării Românești Grigore Ghica dă hrisovul prin care reorganizează învățământul din Țara Românească. Hrisovul stabilește și bugetul Academiei Domnești din București.
- 1773: Căpitanul James Cook conduce prima expediție care navighează la sud de Cerc polar antarctic.[3]
- 1821: A fost redactat "Cererile norodului românesc", document cu caracter constituțional. În cele peste 30 de puncte ale acestui act, se evidenția scopul revoluției de la 1821, ca fiind acela de a se pune capăt amestecului puterilor străine în treburile interne ale țării, ca și realizarea unor reforme.
- 1893: Comitetul Cetățenesc de Siguranță Publică, condus de Lorrin Thurston, a răsturnat guvernul reginei Liliʻuokalani din Regatul Hawaii.
- 1904: Piesa de teatru Livada de vișini de Anton Pavlovici Cehov a fost interpretată în premieră la Moscova.[4]
- 1906: În baza legii asupra brevetelor de invenții, se înființează Oficiul român de invenții, care înregistra atât invenții românești, cât și "brevete de importații".
- 1912: Robert Falcon Scott, capitan în armata britanică, atinge Polul Sud, la o lună după norvegianul Roald Amundsen. Marșul de întoarcere prin Antarctica către tabăra de bază se termină fatal pentru expediție.
- 1913: Raymond Poincaré este ales președinte al Franței. Își va începe mandatul ca cel de-al 10-lea președinte al Franței la 18 februarie.
- 1917: SUA plătește Danemarcei 25 de milioane de dolari pentru Insulele Virgine Americane.[5]
- 1933: România: Noua reducere a salariilor și a pensiilor cu 10-12,5% (a treia "curbă de sacrificiu"), aprobată de Parlament la 13 februarie 1933
- 1945: Eliberarea orașului Varșovia de sub ocupația germană.
- 1946: Consiliul de Securitate al ONU se întrunește pentru prima dată, la Londra, în palatul Westminster, și adoptă principiile de funcționare ale acestui organism internațional.
- 1949: Se încheie, cu 11 condamnări la cîte 5 ani de închisoare, procesul conducerii Partidului Comunist din SUA
- 1957: URSS și R.P.Chineză au emis o declarație comună prin care condamnau "Doctrina Eisenhower".
- 1966: Simon și Garfunkel lansează al doilea lor album, Sounds of Silence.
- 1975: Bob Dylan lansează "Blood on the Tracks", considerat unul dintre cele mai bune albume ale lui
- 1991: Helmut Kohl este reales în funcția de cancelar de către primul parlament al Germaniei unite.
- 1991: Harald al V-lea devine rege al Norvegiei la moartea tatălui său, Olav al V-lea.
- 1992: În timpul vizitei din Coreea de Sud, prim-ministrul japonez, Kiichi Miyazawa, cere scuze pentru forțarea femeilor coreene în sclavie sexuală în timpul celui de-Al Doilea Război Mondial.
- 1995: Un cutremur de 7,3 grade pe scara Richter care a avut loc în apropiere de Kobe, Japonia a provocat 6.433 victime umane și a produs pagube materiale.
- 1998: Președintele american Bill Clinton, acuzat de hărțuire sexuală de catre Paula Jones, este audiat sub jurămînt timp de cinci ore. Este pentru prima dată în istoria SUA cînd un președinte în exercițiu depune mărturie în calitate de acuzat, în cadrul unei proceduri judiciare.
- 1999: A cincea mineriadă: Ultimatumul greviștilor din Valea Jiului: dacă nu le vor fi satisfăcute cel puțin două dintre revendicări, minerii vor veni la București. Ministrul Industriilor, Radu Berceanu, refuză.

## Nașteri
- 1463: Friedrich al III-lea, Elector de Saxonia (d. 1525)
- 1504: Papa Pius al V-lea (d. 1572)
- 1600: Pedro Calderón de la Barca, dramaturg spaniol (d. 1681)
- 1652: Claude-Guy Hallé, pictor francez (d. 1736)
- 1706: Benjamin Franklin, om politic, diplomat, om de știință, filozof, profesor și inventator american (d. 1790)
- 1732: Regele Stanisław August Poniatowski al Poloniei (d. 1798)

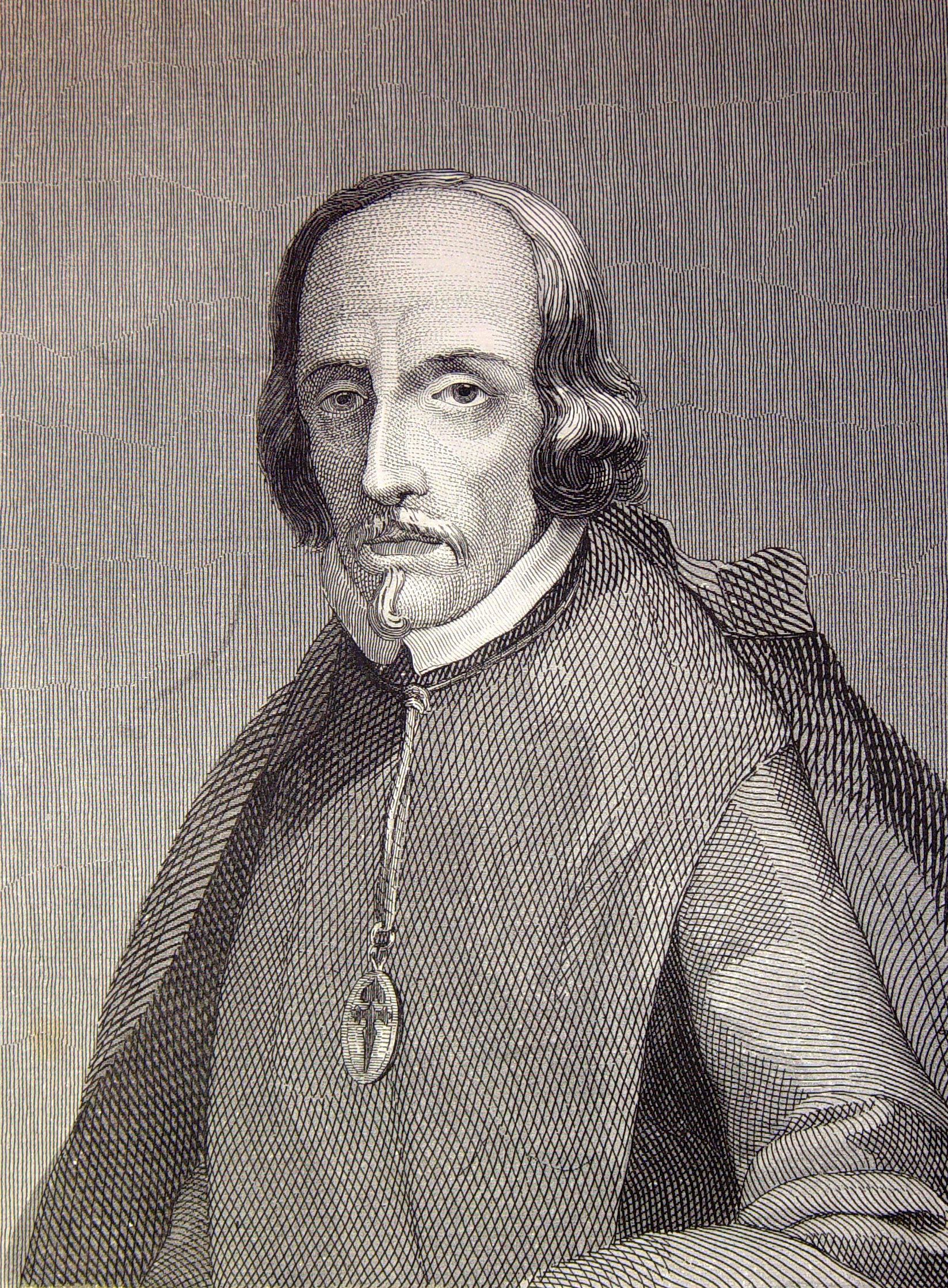
Pedro Calderón de la Barca, dramaturg spaniol
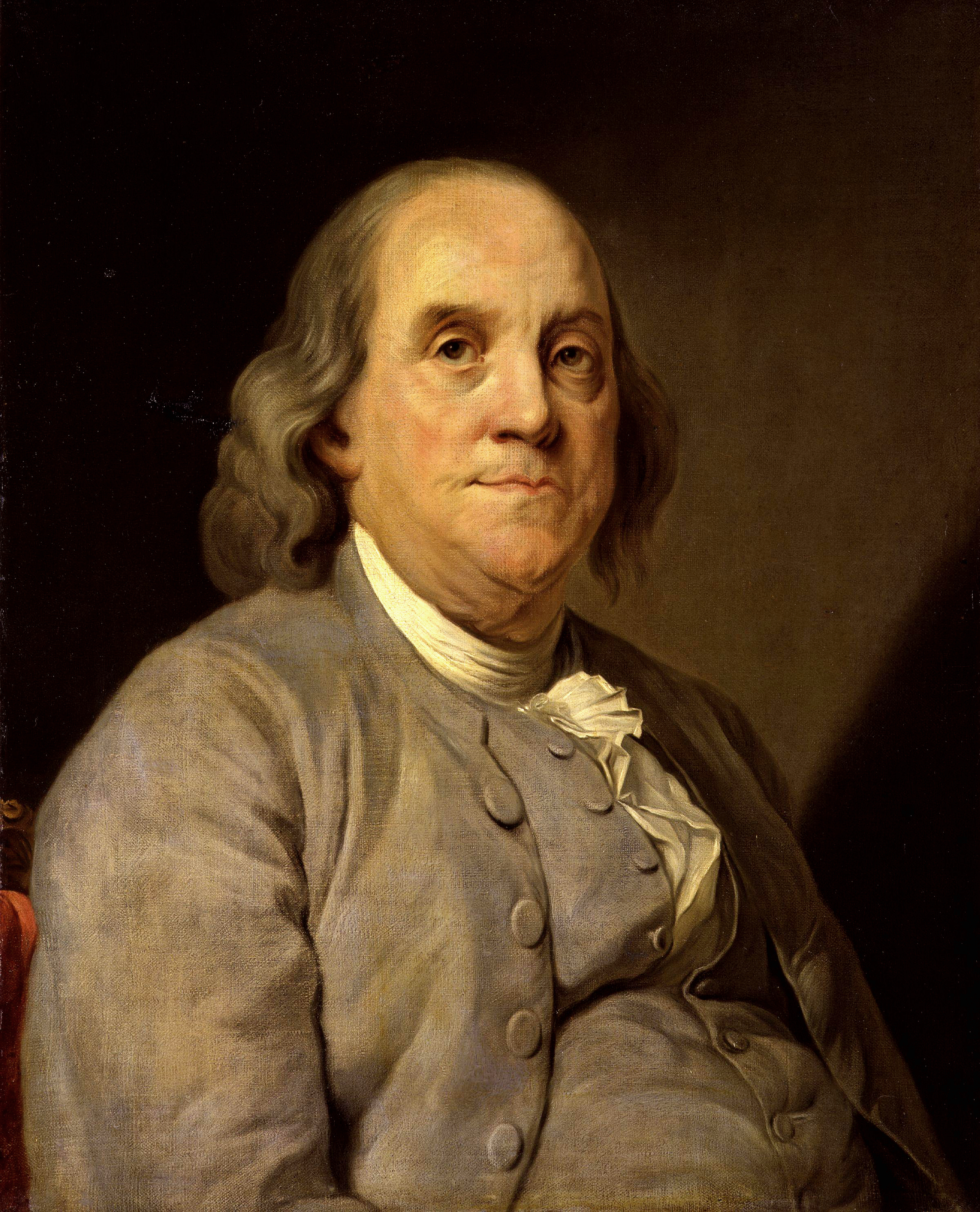
Benjamin Franklin, om politic, diplomat, inventator american
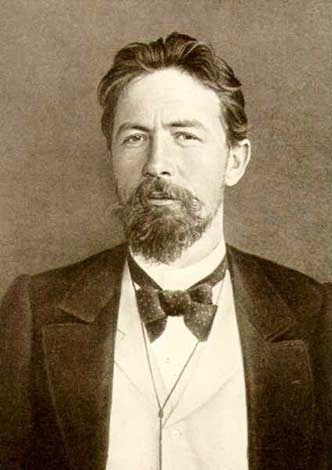
Anton Pavlovici Cehov, dramaturg rus

- 1820: Anne Brontë,  scriitoare britanică (d. 1849)
- 1831: Arhiducesa Elisabeta Franziska de Austria (d. 1903)
- 1852: Louis Béroud, pictor  francez (d. 1930)
- 1860: Anton Pavlovici Cehov, scriitor rus (d. 1904)
- 1860: Douglas Hyde, primul președinte al Irlandei între 1938 și 1945 (d. 1949)
- 1863: David Lloyd George, prim-ministru britanic (d. 1945)
- 1895: Grigore Nandriș, filolog, lingvist și memorialist român, profesor la Cernăuți, București, Londra și Oxford (d. 1968).
- 1899: Al Capone (supranumit Cicatrice), gangster american (d. 1947)
- 1911: George Joseph Stigler, economist american, laureat Nobel (d. 1991)
- 1922: Betty White, actriță americană (d. 2021)
- 1921: James Earl Jones, actor american de teatru și film (d. 2024)
- 1924: Radu Theodoru, scriitor român
- 1933: Dalida (Jolanda Gigliotti), cântăreață franceză de origine italiană (d. 1987)
- 1935: Emil Dumitrescu, amiral român (d. 2019)
- 1939: Christodoulos al Atenei, arhiepiscop ortodox grec (d. 2008)

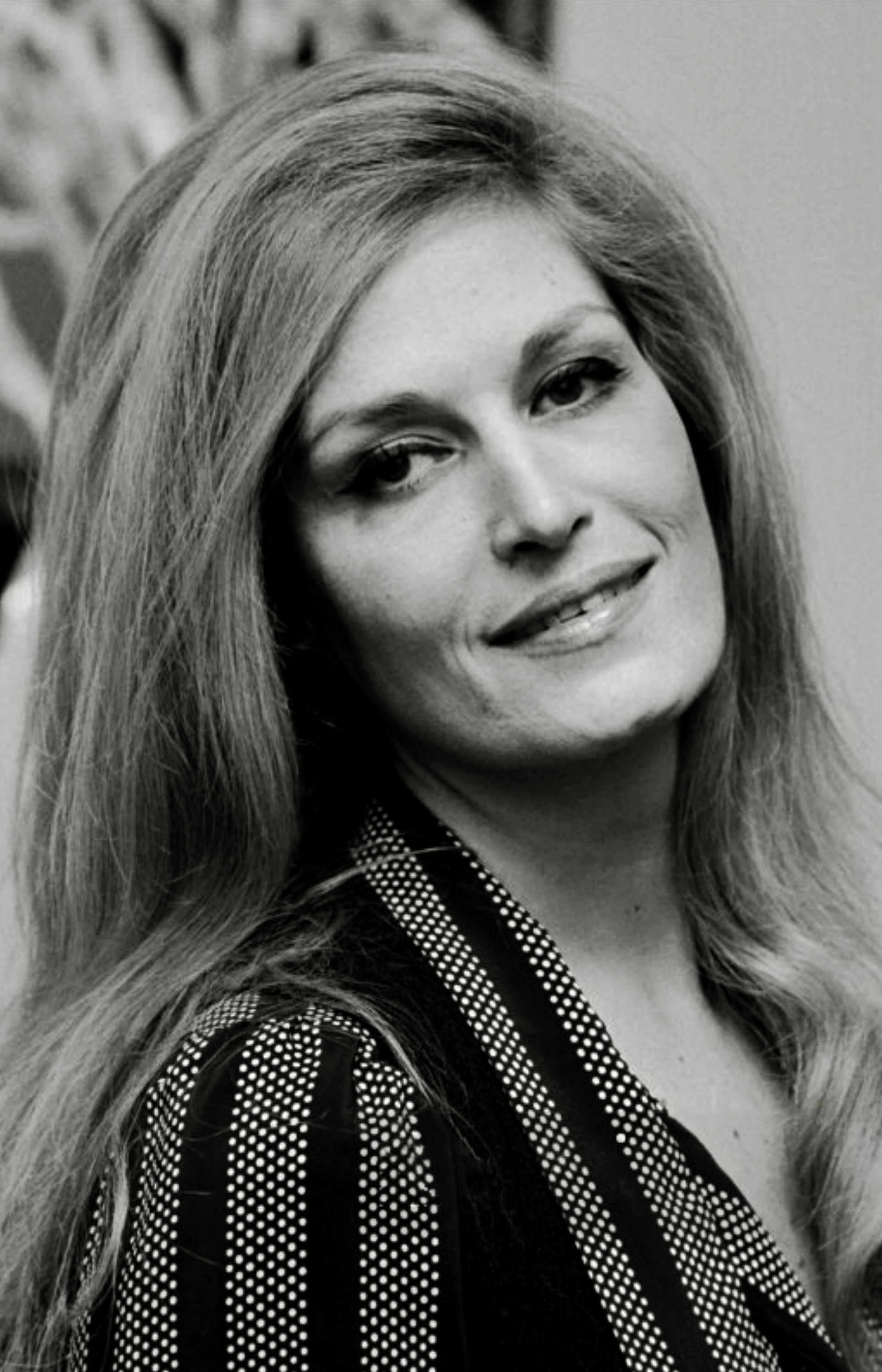
Dalida, cântăreață franceză de origine italiană
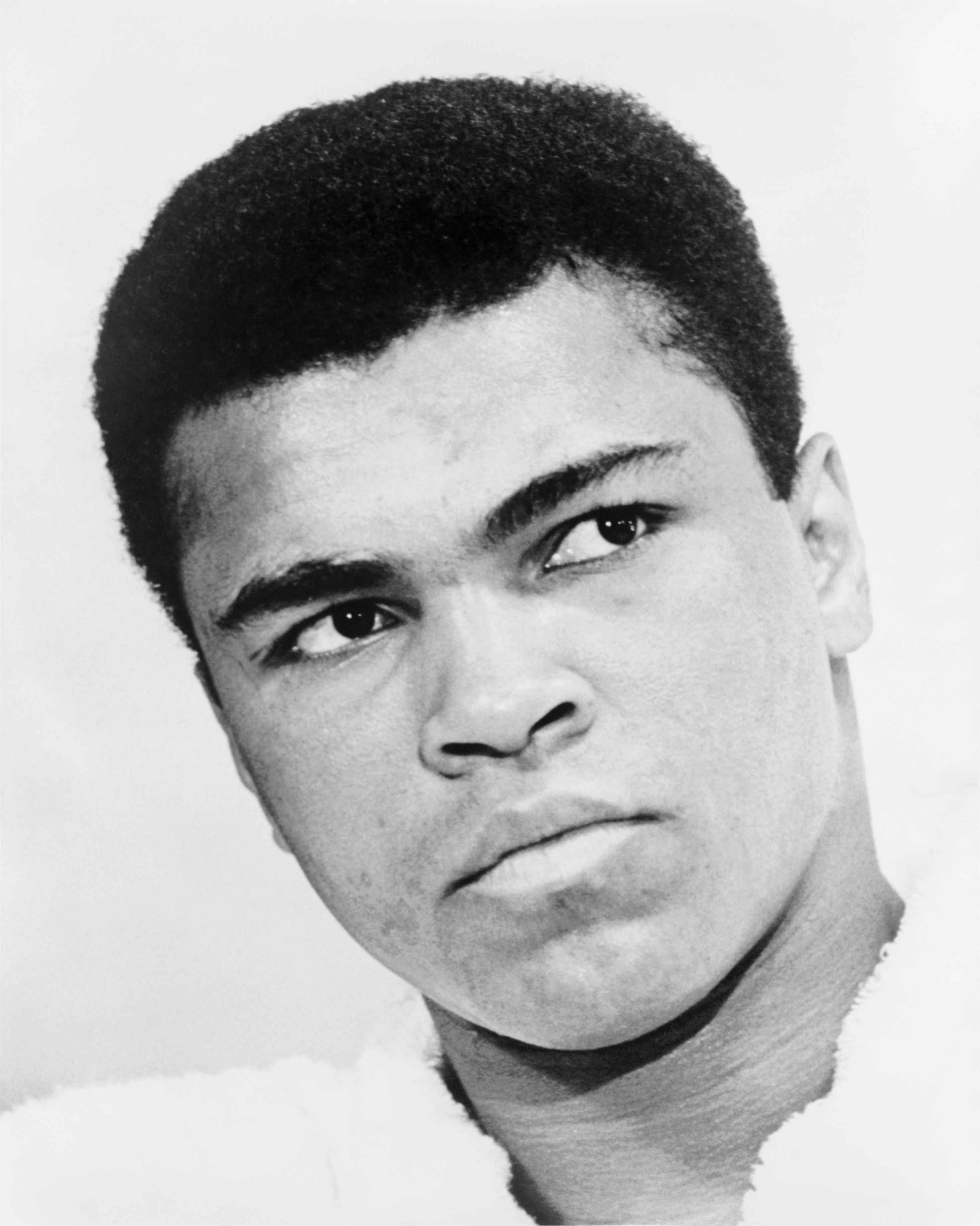
Muhammad Ali, boxer american profesionist
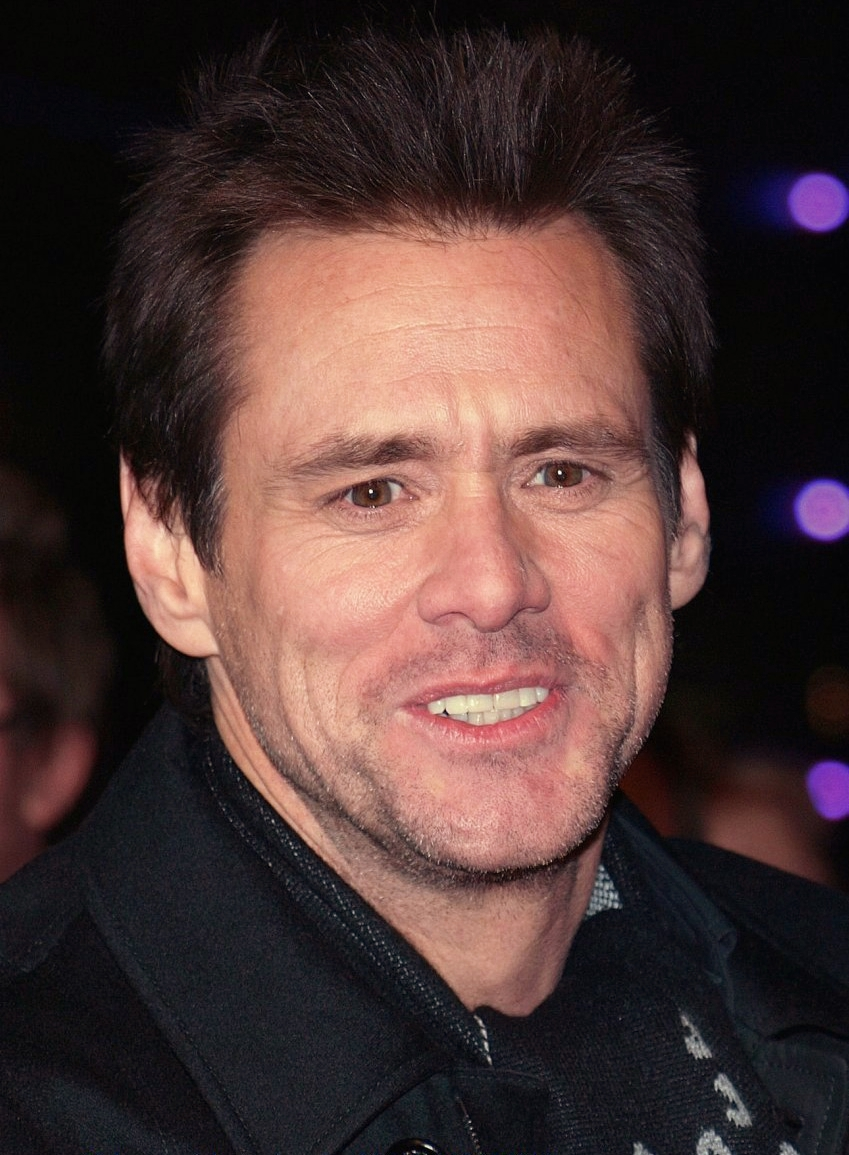
Jim Carrey, actor american

- 1940: Mircea Snegur, politician moldovean, primul președinte al Republicii Moldova (1990–1997) (d. 2023)
- 1942: Muhammad Ali (născut Cassius Marcellus Clay), boxer american profesionist (d. 2016)
- 1944: Françoise Hardy, cântăreață și actriță franceză  (d. 2024)
- 1947: Anton Șuteu, compozitor român (d. 2010)
- 1948: Mick Taylor, muzician britanic (The Rolling Stones)
- 1954: Stela Furcovici, actriță română (d. 2000)
- 1955: Pietro Parolin, cardinal italian
- 1962: Jim Carrey, actor canadiano-american
- 1964: Michelle Obama, politiciană, avocată și autoare americană, fostă primă doamnă a Statelor Unite
- 1976: Mircea Muraru, handbalist român
- 1994: Pascal Ackermann, ciclist german
- 1996: Victor Lafay, ciclist francez

## Decese
- 0395: Teodosiu I, împărat roman (n. 347)
- 1468: Skanderbeg, erou național, conducătorul poporului albanez împotriva dominației otomane (n. 1405)
- 1751: Tomaso Albinoni, compozitor și violonist italian (n. 1671)
- 1834: Giovanni Aldini, fizician italian (n. 1762)
- 1893: Rutherford B. Hayes, cel de-al 19-lea președinte al SUA (n. 1822)
- 1861: Lola Montez, curtezană irlandeză (n. 1821)
- 1868: Horace Vernet, pictor francez (n. 1789)
- 1908: Ferdinand al IV-lea, Mare Duce de Toscana (n. 1835)
- 1936: Mateiu I. Caragiale, scriitor român (n. 1885)
- 1945: István Réti, pictor maghiar (n. 1872)

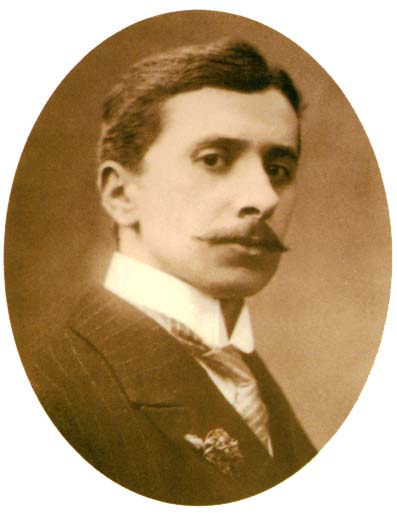
Mateiu Caragiale, scriitor român
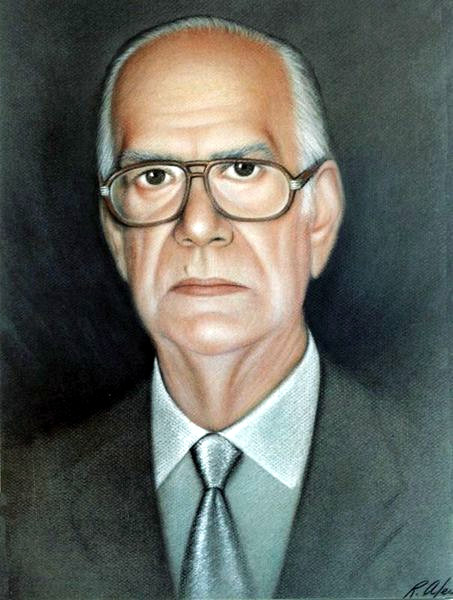
Camilo José Cela, scriitor spaniol, laureat Nobel
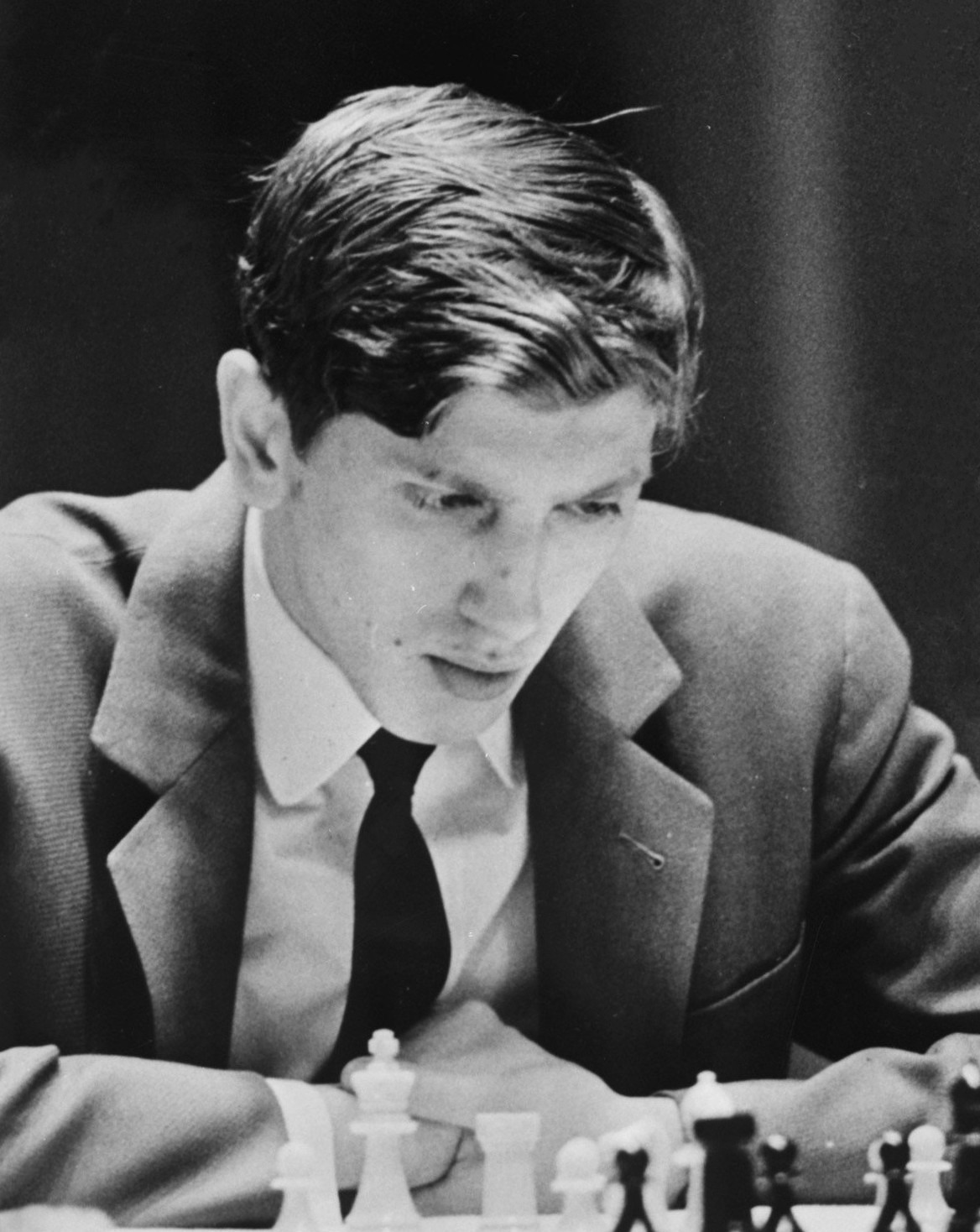
Bobby Fischer, jucător american de șah

- 1946: Jenny Nyström, pictoriță suedeză (n. 1854)
- 1961: Patrice Lumumba, om politic din Republica Democratică Congo (asasinat) (n. 1925)
- 1985: Sorin Titel, prozator și eseist român (n. 1935)
- 1991: Regele Olav al V-lea al Norvegiei (1957-1991) (n. 1903)
- 1993: Niculae Frânculescu, scriitor român (n. 1925)
- 2000: Ion Rațiu, vicepreședinte al PNȚCD, candidat al partidului la alegerile prezidențiale din 1990, deputat de Cluj (n. 1917)
- 2002: Camilo José Cela, scriitor spaniol, laureat al Premiului Nobel (n. 1916)
- 2008: Bobby Fischer, jucător american de șah (n. 1943)
- 2019: Emil Dumitrescu, amiral român (n. 1935)
- 2020: Oswald Oberhuber, pictor, sculptor și grafician austriac (n. 1931)
- 2021: Ruxandra Garofeanu, critic de artă și realizatoare de emisiuni radio-tv (n. 1944)

## Sărbători
- Sf. Cuv. Antonie cel Mare (calendar creștin-ortodox; greco-catolic; romano-catolic)
- Sf. Cuv. Antonie cel Nou din Veria, Sf. Cuv. Ahila (calendar creștin-ortodox)